# أيوا بارك
أيوا بارك (بالإنجليزية: Iowa Park) هي مدينة أمريكية تقع في ولاية تكساس.تبلغ مساحة هذه المدينة 10.4 (كم²)،ويبلغ عدد سكانها 6431 نسمة حسب إحصاء سنة 2010 م. تشير إحصاءات سنة 2000م بأن الكثافة السكانية في هذه المدينة تقدر بـ(682.1) نسمة/كم2.

## التركيبة السكانية
حدّد مكتب تعداد الولايات المتحدة بيانات التركيبة السكانية لأيوا بارك في تعداد الولايات المتحدة. في ما يلي، التركيبة السكانية حسب تعدادي 2000 و2010.

### تعداد عام 2000
بلغ عدد سكان أيوا بارك 6,431 نسمة بحسب تعداد عام 2000، وبلغ عدد الأسر 2,460 أسرة وعدد العائلات 1,866 عائلة مقيمة في المدينة. في حين سجلت الكثافة السكانية 558.7 نسمة لكل كيلومتر مربع (1,447.0/ميل2). وبلغ عدد الوحدات السكنية 2,607 وحدة بمتوسط كثافة قدره 226.5 لكل كيلومتر مربع (586.6/ميل2).
وتوزع التركيب العرقي للمدينة بنسبة 95.96% من البيض و0.26% من الأمريكيين الأفارقة و1.09% من الأمريكيين الأصليين و0.37% من الأمريكيين ذوي الأصول الآسيوية و0.03% من سكان جزر المحيط الهادئ و0.90% من الأعراق الأخرى و1.38% من عرقين مختلطين أو أكثر و3.58% من الهسبانيون أو اللاتينيون من أي عرق.
بلغ عدد الأسر 2,460 أسرة كانت نسبة 40.5% منها لديها أطفال تحت سن الثامنة عشر تعيش معهم، وبلغت نسبة الأزواج القاطنين مع بعضهم البعض 60.7% من أصل المجموع الكلي للأسر، ونسبة 11.2% من الأسر كان لديها معيلات من الإناث دون وجود شريك، بينما كانت نسبة 4% من الأسر لديها معيلون من الذكور دون وجود شريكة وكانت نسبة 24.1% من غير العائلات. تألفت نسبة 21.5% من أصل جميع الأسر من عدة أفراد يعيشون في نفس المنزل ونسبة 9.3% كانت تتألف من شخص يعيش بمفرده يبلغ من العمر 65 عاماً أو أكثر. وبلغ متوسط حجم الأسرة المعيشية 2.59، أما متوسط حجم العائلات فبلغ 3.02.
بلغ العمر الوسطي للسكان 36.8 عاماً. وكانت نسبة 27.5% من القاطنين تحت سن الثامنة عشر، وكانت نسبة 8.3% بين الثامنة عشر والرابعة والعشرين عاماً، ونسبة 28.3% كانت واقعةً في الفئة العمرية ما بين الخامسة والعشرين والرابعة والأربعين عاماً، ونسبة 21.7% كانت ما بين الخامسة والأربعين والرابعة والستين، ونسبة 13.3% كانت ضمن فئة الخامسة والستين عاماً فما فوق. يوجد لكل 100 أنثى 93.1 ذكر، ويوجد لكل 100 أنثى في الثامنة عشر من عمرها فما فوق 90.1 ذكر.
بلغ متوسط دخل الأسرة في المدينة 40,725 دولارًا، أما متوسط دخل العائلة فبلغ 45,199 دولارًا. وكان متوسط دخل الذكور 31,372 دولارًا مقابل 21,237 دولارًا للإناث. وسجل دخل الفرد الخاص بالمدينة 16,882 دولارًا. وكانت نسبة 7.1% من العائلات ونسبة 10% من السكان تحت خط الفقر، وكان من هؤلاء نسبة 18.4% تحت سن الثامنة عشر ونسبة 6.3% في الخامسة والستين من العمر وما فوق.

### تعداد عام 2010
بلغ عدد سكان أيوا بارك 6,355 نسمة بحسب تعداد عام 2010، وبلغ عدد الأسر 2,512 أسرة وعدد العائلات 1,824 عائلة مقيمة في المدينة. في حين سجلت الكثافة السكانية 552.1 نسمة لكل كيلومتر مربع (1,429.9/ميل2). وبلغ عدد الوحدات السكنية 2,794 وحدة بمتوسط كثافة قدره 242.7 لكل كيلومتر مربع (628.6/ميل2).
وتوزع التركيب العرقي للمدينة بنسبة 94.89% من البيض و0.42% من الأمريكيين الأفارقة و1.21% من الأمريكيين الأصليين و0.54% من الأمريكيين ذوي الأصول الآسيوية و0.02% من سكان جزر المحيط الهادئ و1.35% من الأعراق الأخرى و1.57% من عرقين مختلطين أو أكثر و5.79% من الهسبانيون أو اللاتينيون من أي عرق.
بلغ عدد الأسر 2,512 أسرة كانت نسبة 35.8% منها لديها أطفال تحت سن الثامنة عشر تعيش معهم، وبلغت نسبة الأزواج القاطنين مع بعضهم البعض 55.2% من أصل المجموع الكلي للأسر، ونسبة 12.4% من الأسر كان لديها معيلات من الإناث دون وجود شريك، بينما كانت نسبة 5% من الأسر لديها معيلون من الذكور دون وجود شريكة وكانت نسبة 27.4% من غير العائلات. تألفت نسبة 23.8% من أصل جميع الأسر من عدة أفراد يعيشون في نفس المنزل ونسبة 11.1% كانت تتألف من شخص يعيش بمفرده يبلغ من العمر 65 عاماً أو أكثر. وبلغ متوسط حجم الأسرة المعيشية 2.51، أما متوسط حجم العائلات فبلغ 2.95.
بلغ العمر الوسطي للسكان 38.7 عاماً. وكانت نسبة 25.4% من القاطنين تحت سن الثامنة عشر، وكانت نسبة 8.2% بين الثامنة عشر والرابعة والعشرين عاماً، ونسبة 23.8% كانت واقعةً في الفئة العمرية ما بين الخامسة والعشرين والرابعة والأربعين عاماً، ونسبة 27% كانت ما بين الخامسة والأربعين والرابعة والستين، ونسبة 15.6% كانت ضمن فئة الخامسة والستين عاماً فما فوق. وتوزع التركيب الجنسي للسكان بنسبة 48% ذكور و52% إناث.